# Иду на вулкан
Иду на вулкан (азерб. Vulkana doğru) — советский 3-серийный драматический телефильм 1977 года производства киностудии Азербайджанфильм, являющийся экранизацией романа Мехти Гусейна «Абшерон». Телефильм снят по заказу ЦТ СССР.

## Сюжет
Фильм посвящён жизни и деятельности бакинских нефтяников и их напряжённой борьбе за нефть. Встреча сельского паренька-табунщика Надира Биляндарли с геологами оказывается поворотной в его судьбе. В бригаде знатного нефтяника он получает высокую рабочую квалификацию и обретёт новых друзей. А спустя годы Надир заканчивает институт и становится руководителем нефтепромысла, смело и принципиально отстаивая перспективные направления нефтедобычи.

## В ролях
Расим Балаев — Тахир
Мамедрза Шейхзаманов — мастер Рамазан
Лейла Бадирбейли — Гюльшум
Мухтар Маниев
Камал Худавердиев — мастер Али
Шафига Мамедова
Мамед Мамедов
Шукуфа Юсифова — Латифа
Гасан Мамедов — Самандар
Шахмар Алекперов — Амирхусейн
Гюндуз Аббасов
Фазиль Салаев — Алиага
Тариел Гасымов — Рустам
Гамлет Ханызаде — Ширван
Фатех Фатуллаев
Эльданиз Зейналов
Рафик Азимов — Джаббаров
Смандар Рзаев
Земфира Садыкова — Ниса
Талят Рахманов
Шафига Гасымова

### Создатели
оригинальный текст: Мехти Гусейн
автор сценария : Чингиз Алекперов
режиссёр-постановщик : Тофик Исмайлов
оператор-постановщик : Рафик Гамберов
художник-постановщик : Элбек Рзагулиев
композитор : Назим Аливердибеков